# Jákup í Skemmuni
Jákup Pauli Christiansen, med forfatternavnet Jákup í Skemmuni (27. oktober 1951 í Vágur), er en færøsk translatør og redaktør og ejer af forlaget Nýlendi. Han blev født i Vágur og boede der til han som 12-årig flyttede til Sandur på Sandoy, hvor han voksede op i en bydel som kaldes í Skemmuni, som han senere tog som efternavn. Han gik på gymnasiet i Hoydalar ved Tórshavn og derefter var han på højskoleophold ved Føroya Fólkaháskúli i Tórshavn og senere var han på højskoleophold ved Kungälv i Sverige. Han bor i Svendborg i Danmark.
Jákup í Skemmuni studerede ved Odense Universitet (nu Syddansk Universitet) og tog cand.phil. i nordiske sprog og litteratur. Han har oversat ca. 180 bøger til færøsk, specielt fra svensk og norsk men også fra dansk og islandsk og finsk litteratur via svensk. Han har først og fremmest oversat børne- og ungdomsbøger, men også nordiske klassikere som f.eks. Keisaran av Portugáliu (Kejseren af Portugalien) efter Selma Lagerlöf.
De fleste af bøgerne er udgivet på hans eget forlag, som kaldes Nýlendi, flere bøger er også udgivet af andre forlag, som f.eks. forlaget Sprotin og af Den færøske Lærerforenings Forlag Bókadeild Føroya Lærarafelags.

## Hæder
- 1986 Barnamentanarheiðursløn Tórshavnar býráðs for hans oversættelser og forlagsvirksomhed
- 1994 modtog hædersløn fra Sveriges Författarfond for hans oversættelser af svensk litteratur til færøsk[5]